# Sandlot Games
Sandlot Games — компания-разработчик и издатель, в большинстве, казуальных игр. Компания основана в штате Вашингтон, Соединённые Штаты Америки, в 2002 году Даниэлом Бернстейном, известным человеком в игровой индустрии, участвующих в таких компаниях, как WildTangent, Monolith Productions, и Kesmai Studios.
В августе 2011 года компания была выкуплена фирмой Digital Chocolate, после чего некоторые игры компании стали размещаться на площадке Steam.
В сентябре 2013 года Ubisoft завершила сделку по приобретению барселонской студии Digital Chocolate, вместе с правами на игры, в том числе разработанные Sandlot Games.

## Награды
- «Лучшая казуальная игра 2006-года: Cake Mania» по мнению Logler.com.
- «Лучшее использование акселерометра — Snail Mail» по мнению IGN[5].
- «Самый успешный разработчик/издатель 2006» (2-е место) по мнению Logler.com.
- «Самый большой тираж. Топ 10, 2006 год: Cake Mania» по мнению Logler.com.
- «Казуальная игра года. 2006: Cake Mania» по мнению Yahoo! Games.

## Игры
Ниже предоставлен список игр, произведённых компанией Sandlot Games по данным на 10 апреля 2017 года.
- Ballhalla
- Ballistik
- Barnyard Invasion
- Cake Mania
- Cake Mania: Back to the Bakery
- Cake Mania 2
- Cake Mania 3
- Cake Mania: Main Street
- Cake Mania: Lights, Camera, Action!
- Cake Mania: To The Max!
- Cake Mania 7: New Generation (Discontinued)
- Dr Blob’s Organism
- Eye for Design
- Fashion Forward
- Glyph
- Glyph 2
- Heartwild Solitaire
- Incrediball
- Kuros
- Monster Mash
- Orbital (Discontinued)
- Pirate Island
- Snail Mail
- Super Granny
- Granny in Paradise
- Super Granny Winter Wonderland
- Super Granny 3
- Super Granny 4
- Super Granny 5
- Super Granny 6
- Slyder
- Super Slyder
- Slyder Adventures
- Sphera
- Tradewinds Classic
- Tradewinds 2
- Tradewinds Caravans
- Tradewinds Legends
- Tradewinds Legends Unlikely Heroes
- Tradewinds Odyssey
- Westward
- Westward II
- Westward III
- Westward IV
- Westward Kingdoms
- Word Monaco